# Gondhihosalli, Channagiri
Gondhihosalli là một làng thuộc tehsil Channagiri, huyện Davanagere, bang Karnataka, Ấn Độ.